# Televisión del Principado de Asturias 2
Televisión del Principado de Asturias 2 (TPA8) é um canal de televisão público espanhol que emite no Principado das Astúrias. É o segundo canal autonómico desta comunidade. É gerido pela Radiotelevisión del Principado de Asturias (RTPA). A sua sede e os seus estúdios encontram-se na Universidad Laboral, em Gijón.
O canal tem a intenção de ser um segundo canal de estilo similar aos canais que produzem outras entidades públicas autonómicas, mas de momento a sua programação é igual à da TPA, mas com uma hora de atraso.
No dia 2 de Maio de 2010 é realizada uma mudança de imagem e nome do canal para A8 (assim como a TPA, que muda o seu nome para A7) e inaugura as suas emissões de produção própria, com a emissão da final da Taça Europeia de Hóquei sobre Patins feminino.